# Yamaphora yatugadakeana
Yamaphora yatugadakeana är en insektsart som beskrevs av Matsumura 1942. Yamaphora yatugadakeana ingår i släktet Yamaphora och familjen spottstritar. Inga underarter finns listade i Catalogue of Life.